# الكون: عوالم محتملة
الكون: عوالم محتملة هو مسلسل تلفزيوني وثائقي علمي أمريكي لعام 2020 تم عرضه لأول مرة في 9 مارس 2020 على ناشيونال جيوغرافيك. المسلسل هو متابعة للمسلسل التلفزيوني عام 2014 الكون: ملحمة في الفضاء والزمن، الذي تبع سلسلة الكون الأصلية: رحلة شخصية التي قدمها كارل ساغان على PBS في عام 1980. المسلسل من تقديم عالم الفيزياء الفلكية نيل ديجراس تايسون، مكتوبًا ومخرجًا، والمنتج التنفيذي من إنتاج آن درويان وبرانون براغا، مع المنتجين التنفيذيين الآخرين هم سيث ماكفارلن وجايسون كلارك.
يتكون المسلسل من 13 حلقة تم بثها على مدار سبعة أسابيع. تم بث المسلسل عرضه التلفزيوني الأول على قناة فوكس في 22 سبتمبر 2020. يوضح براغا أن «العوالم المحتملة تشير إلى كواكب بعيدة، بعيدة، ولكن أيضًا... المستقبل كعالم محتمل.»

## وصلات خارجية
- الكون: عوالم محتملة على موقع IMDb (الإنجليزية)
- الكون: عوالم محتملة على موقع ميتاكريتيك (الإنجليزية)
- الكون: عوالم محتملة على موقع روتن توميتوز (الإنجليزية)
- الكون: عوالم محتملة على موقع كينوبويسك (الروسية)
- الكون: عوالم محتملة على موقع ألو سيني (الفرنسية)
- الكون: عوالم محتملة على موقع قاعدة بيانات الفيلم (الإنجليزية)